# Killingskär (Lemland, Åland)
Killingskär är ett skär i Åland (Finland). Det ligger i Skärgårdshavet och i kommunen Lemland i landskapet Åland, i den sydvästra delen av landet. Ön ligger omkring 19 kilometer sydöst om Mariehamn och omkring 260 kilometer väster om Helsingfors. Killingskär ligger 4 meter över havet. Den ligger på ön Fasta Åland.
Öns area är 2,4 hektar och dess största längd är 300 meter i sydväst-nordöstlig riktning. Närmaste större samhälle är Mariehamn, 19,4 km nordväst om Killingskär.